# Neil Franklin
Cornelius "Neil" Franklin (24 de gener de 1922 - 9 de febrer de 1996) fou un futbolista anglès de la dècada de 1950.
Defensà els colors de Crewe Alexandra, Hull City AFC, Stockport County i Stoke City FC. També jugà breument a Independiente Santa Fe de Colòmbia.
Fou internacional amb la selecció d'Anglaterra entre 1946 i 1950.